# 사랑의 폭풍우
《사랑의 폭풍우》(愛の嵐)는 TOKIO의 18번째 싱글이다.

## 설명
- 〈愛の嵐〉은 멤버 마츠오카 마사히로 주연의 NTV계 토요 드라마 《사이코메트라 - EIJI2》의 주제곡이다. 작사·작곡은 기타리스트 호테이 토모야스가 담당하였다.
- 커플링 곡인 〈LAST ANGEL〉은 작사·작곡을 나가세 토모야가 맡았다.
- 1999년 TOKIO의 음반 판매량으로는, 15번째 싱글 《君を想うとき/Oh! Heaven》를 훨씬 좋은 판매량을 보였지만, 제50회 NHK 홍백가합전에서는 《愛の嵐》을 불렀다 (일본에서는 피로하였다라고 표현한다).
- 이전 음반까지 프로모션까지 함께했던 댄서를 없앴고, TOKIO은 항상 오프닝 공연을 맡았는데, 이 음반부터 중반으로 바뀌었다. 의상은 검은색 혹은 빨간색이었고, 멤버 마츠오카는 머리를 흰색으로 염색하였다.

## 수록곡
1. 愛の嵐
  - 작사·작곡 : 호테이 토모야스 / 편곡:SOUL TOUL & KAIO TSURUTA
2. LAST ANGEL
  - 작사 ·작곡 : 나가세 토모야 / 편곡:Project T
3. 愛の嵐(Backing Track)